# Puligny-Montrachet
 Puligny-Montrachet  es una población y comuna francesa, en la región de Borgoña, departamento de Côte-d'Or, en el distrito de Beaune y cantón de Nolay.

## Demografía
| 644 | 597 | 528 | 528 | 466 | 464 |
| Para los censos de 1962 a 1999 la población legal corresponde a la población sin duplicidades (Fuente: INSEE [Consultar]) |     |     |     |     |     |